# William Parks (Drucker)
William Parks (geboren um 1700 vermutlich in der englischen Grafschaft Shropshire; gestorben am 1. April 1750 auf dem Schiff Nelson während der Überfahrt von Virginia nach England) war ein englischer Drucker und Verleger. Er gründete zwei der ältesten Zeitungen Nordamerikas, die Maryland Gazette (1727) und die Virginia Gazette (1736).

## Leben

### England
Über Parks’ frühe Jahre ist sehr wenig bekannt; 1719 begann er in der englischen Stadt Ludlow mit der Herausgabe der Wochenzeitschrift Ludlow-Post-Man. In den folgenden Jahren druckte er auch in Hereford und Reading. Unter den von ihm aufgelegten Büchern ist auch eine walisische Übersetzung von Werken John Bunyans, was zu der Vermutung verleitet, dass Parks Waliser gewesen sein könnte.

### Maryland

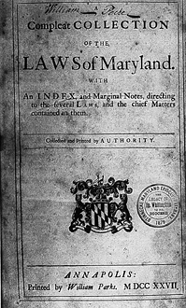
Erstdruck von A Compleat Collection of the Laws of Maryland (1727)

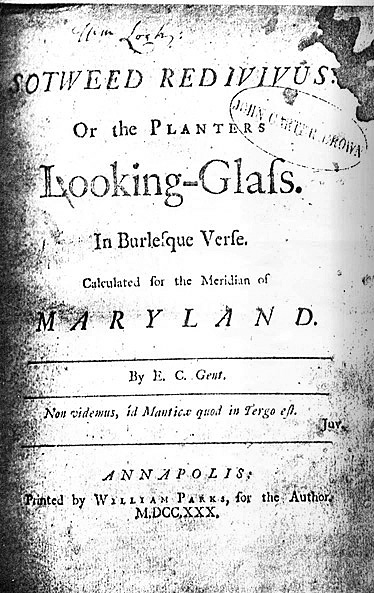
Erstdruck von Ebenezer Cooks Sotweed Redivivus (1730)

1726 siedelte Parks vermutlich auf Einladung des Politikers Thomas Bordley in die nordamerikanische Kolonie Maryland über. Bordley, ein führendes Mitglied der liberalen Fraktion im Unterhaus der Kolonie, hatte 1725 in Philadelphia erstmals die Gesetze der Kolonie Maryland und die Beschlüsse ihrer Legislative drucken lassen und in der Vorrede zu dieser Ausgabe beklagt, dass wichtige politische Entscheidungen den Bürgern der Kolonie in Ermangelung einer Druckerpresse zu oft vorenthalten würden. Um Abhilfe zu schaffen, setzte er die Entscheidung durch, dass Parks als amtlicher Drucker der Kolonie eingesetzt und Ober- wie Unterhaus ihre Beschlüsse in seiner Presse zu publizieren hatten. Für den Druck der Parlamentsbeschlüsse sollte Parks mit jährlich 2000 Pfund Tabak entlohnt werden.
Von 1726 bis zu seinem Tod 1750 redigierte und druckte Parks neben amtlichen Drucksachen eine Vielzahl von Flugblättern, Pamphleten und Büchern. Mit seiner Werkstatt viele einheimische Literaten erstmals die Gelegenheit, ihre Werke ortsnah zu publizieren, und so dürfte Parks Presse maßgeblich zur Entwicklung der Literatur in Maryland beigetragen haben. Das erste gebundene Buch seiner Werkstatt in Annapolis war ein 312-seitiges Folio, eine Sammlung des geltenden Rechts in der Kolonie (A Compleat Collection of the Laws of Maryland, 1727), das erste literarische Werk Richard Lewis' A Mousetrap, eine englische Nachdichtung von Edward Holdsworths lateinischem Epyllion Muscipula.
Am 12. September 1727 erschien dann die erste Ausgabe der Maryland Gazette, die ersten Zeitung der Kolonie. Neben Nachrichten aus aller Welt erschienen darin in der Folge auch belletristische Werke wie Gedichte Ebenezer Cooks und Richard Lewis'. Zudem griff Parks mit seinen Entscheidungen als Herausgeber auch in die politischen Debatten der Zeit ein; zu den im weitesten Sinne politischen Schriften zählen auch die Essay-Reihe Plain Dealer, in der unter anderem Für und Wider des Deismus erörtert werden. Die meisten der Essays in Parks Maryland Gazette waren anonym oder unter Pseudonym geschrieben, viele auch Plagiate englischer Autoren. Eine seiner gewagtesten editorischen Entscheidungen war der Abdruck von A Tale of the Turd („Die Geschichte des Scheißhaufens“), eines skatologischen Gedichts, das zuvor nur in Jonathan Swifts The Intelligencer erschienen war.
Nur wenige der frühen Nummern der Maryland Gazette sind erhalten geblieben; die älteste ist die Nr. 65 vom 10. Dezember 1728. Die Publikation wurde mit Unterbrechungen bis 1734 fortgesetzt und dann eingestellt. Der Titel wurde erst 1745 wiederbelebt, jedoch ohne Parks Beteiligung, und bis 1839 fortgesetzt. Wenn auch die Kontinuität nicht zwangsläufig erscheint, führt die noch heute erscheinende Tageszeitung The Capital ihre Ursprünge auf Parks’ Maryland Gazette zurück.

### Virginia
Um 1727/28 gelang es Parks, auch das Parlament der Kolonie Virginia (das House of Burgesses) von der Notwendigkeit zu überzeugen, seine Beschlüsse zu veröffentlichen. 1729 reiste er nach England, um eine zweite Presse zu erwerben, ließ sich nach seiner Rückkehr 1730 dauerhaft in Williamsburg, der Hauptstadt Virginias, nieder und überließ seine Werkstatt in Annapolis der Aufsicht seines Gehilfen Edmund Hall. In Virginia druckte Parks gemäß seinem Auftrag zunächst ebenfalls Gesetzestexte; 1733 erschien schließlich A Collection of All the Acts of Assembly of Virginia. Parks erhielt für seine Dienste vom Parlament zunächst ein jährliches Salär von 120 Pfund, nach einigen Erhöhungen schließlich ab dem Jahr 1744 sogar 280 Pfund. Gelegentlich geriet er dabei in die Mühlen des ständigen Konflikts zwischen dem Unter- und Oberhaus des Parlaments. So wurde er 1749 von Angehörigen des Oberhauses (des Governor's Council) vor Gericht zitiert, weil er eine Erklärung erst verspätet abgedruckt hatte, in der dem Unterhaus unlautere Methoden und Spionage vorgeworfen wurden.
Parks gründete auch in Virginia bald eine Publikumszeitung. Die erste vierseitige Ausgabe der Virginia Gazette erschien am 6. August 1736. Das Motto der Zeitung war Containing the freshest advices, foreign and domestick, doch druckte Parks vor allem Nachrichten aus aller Welt, die ihn und seinen Bekanntenkreis auf dem Briefweg erreichten. Ereignisse aus Virginia waren eher selten Gegenstand der Berichterstattung. Gelegentlich war ein entlaufener Sklave oder ein gestohlenes Pferd eine Meldung wert, doch insbesondere im Winter, wenn die Tagungen der Kolonialversammlung über Monate ausgesetzt waren, gab es kaum Berichtenswertes. Parks setzte auch früh auf Werbeanzeigen und war auch in dieser Hinsicht ein Pionier des amerikanischen Zeitungswesens. Schon im Oktober 1736 schaltete er einen Aufruf an potentielle Werbekunden:
And as these Papers will circulate (as speedily as possible) not only all over This, but also the Neighboring Colonies, and will probably be read by some Thousands of People, it is very likely that may have the desir’d Effect; and it is certainly the cheapest and most effectual Method that can be taken for publishing any Thing of this Nature.
Auch druckte Parks weiterhin Gedichte und Essays englischer Autoren. Benjamin Franklin übernahm einige davon für seine in Philadelphia erscheinende Pennsylvania Gazette. 1743 richtete Parks auch auf Drängen Franklins eine eigene Papiermühle ein, damit er Bogen nicht mehr teuer aus England importieren mussten. Lumpen für die Papierherstellung erwarb er zunächst tonnenweise bei Franklin, später bat er in häufigen Aufrufen in der Gazette um Textilspenden.
Parks starb 1750 an Bord des Schiffes Nelson, auf dem er sich nach England eingeschifft hatte, wohl um technische Ausrüstung einzukaufen. Er wurde in der englischen Hafenstadt Gosport begraben. Nach Parks Tod wurde die Virginia Gazette zwischenzeitlich eingestellt, jedoch bereits 1751 von William Hunter fortgeführt.